# Xã Egan, Quận Moody, South Dakota
Xã Egan (tiếng Anh: Egan Township) là một xã thuộc quận Moody, tiểu bang Nam Dakota, Hoa Kỳ. Năm 2010, dân số của xã này là 201 người.